# ジュダ・フリードランダー
ジュダ・フリードランダー（Judah Friedlander、1969年3月16日 - ）は、アメリカ合衆国の俳優、コメディアン。トラッカーハット（Trucker hat）に大きすぎる眼鏡、だらしのない格好がトレードマークで、多くの役柄でいつもそうした風貌で登場する。

## 生い立ち
フリードランダーは、メリーランド州ゲイザースバーグに、母シャーリー(Shirley)（旧姓、Sestric）と父アート・フリードランダー(Art Friedlander)の息子として生まれた。父はユダヤ系ロシア人の血を引き、ピッツバーグ生まれの母はクロアチア系であった

## 経歴
フリードランダーは、クリス・ロックを取り上げた1989年の短編ドキュメンタリー『Who Is Chris Rock?』のカメラマンとして、ショービジネスの業界に入った。その10年後、フリードランダーは、カメラの前に立つ仕事を始め、NBCのシチュエーション・コメディ番組『Lateline』や、『ミート・ザ・ペアレンツ』（2000年）、『ズーランダー』（2001年）、『Full Grown Men』（2006年）など数多くの喜劇映画に出るようになった。最も注目された映画の役柄は、『アメリカン・スプレンダー』（2003年）のトビー・ラドロフ(Toby Radloff)役であった。デイヴ・マシューズ・バンド(Dave Matthews Band)の2001年の曲「Everyday」のビデオ・クリップでは、フリードランダーが「ハグ男 (The Hug Guy)」として全編に登場する。 フリードランダーは、VH1の『Best Week Ever』（2004年 - 2009年）のシリーズ・レギュラーを務め、その後はNBCのシチュエーション・コメディ番組『30 Rock / サーティー・ロック』に、架空のテレビ番組『トレイシー・ジョーダンのザ・ガーリー・ショー (TGS with Tracy Jordan)』（『サタデー・ナイト・ライブ』のパロディ）の放送作家陣のひとりフランク・ロッシターノ(Frank Rossitano)の役で出演している。フリードランダーが出演するエピソードごとに、彼のトレードマークになっている帽子には、本人のデザインにより毎回異なるスローガンが書かれている。
フリードランダーは、ボストン、ニューヨーク、ロサンゼルスなどの各地でスタンダップ・コメディ(Stand-up comedy)のライブにも出演しており、ブロードウェイのキャロライン・オン・ブロードウェイ(Carolines on Broadway)やタフツ大学でも公演している。彼の最も広く知られた小ネタ(schtick)は、自分は偉大だと主張する「世界の世界チャンピオン (The World Champion of the World)」という奇妙なスローガンである。フリードランダーのウェブサイトには、以前、ブラジルで行なわれたサッカーの国際試合で、1試合に243個のゴールを決めたことがある、レフェリーもやりながら、などと記されている。フリードランダーは、コメディ・セントラルの番組『Live at Gotham』（2006年 - 2009年）のホストも務めた。
フリードランダーは、TV Land Award（放送終了となった番組を対象とする、エミー賞などのパロディ的な賞）の舞台裏をオンライン中継するホスト役を2年間担当した。
フリードランダーは、2010年に、コメディ本『How to Beat Up Anybody: An Instructional and Inspirational Karate Book by the World Champion』を著した。

## 出演作品
| 映画   | 映画                                                    | 映画                     | 映画                       |  |
| 年     | タイトル                                                | 配役                     | 注記                       |  |
| ------ | ------------------------------------------------------- | ------------------------ | -------------------------- |  |
| 2000年 | Endsville                                               | レスリング・ファン       |                            |  |
| 2000年 | 『ミート・ザ・ペアレンツ』 Meet the Parents             | 薬局の店員               |                            |  |
| 2001年 | Wet Hot American Summer                                 | Ronald von Kleinenstein  |                            |  |
| 2001年 | Spring Break Lawyer                                     | Mervin                   | テレビ                     |  |
| 2001年 | 『ズーランダー』 Zoolander                              | Scrappy Zoolander        | 台詞なし                   |  |
| 2001年 | 『ビー・バッド・ボーイズ』 How High                     | 学生                     |                            |  |
| 2002年 | 『ショウタイム』 Showtime                               | Julio                    |                            |  |
| 2003年 | The Trade                                               | Duffy Dyer               |                            |  |
| 2003年 | Old School                                              | アクションフィギュアの男 | 映画 Old School のテレビ版 |  |
| 2003年 | 『アメリカン・スプレンダー』 American Splendor          | Toby Radloff             |                            |  |
| 2003年 | The Janitor                                             | 酔っぱらい               |                            |  |
| 2004年 | Channel Surfing                                         |                          | テレビ：声のみ             |  |
| 2004年 | 『ポリーmy love』Along Came Polly                       | Dusty                    |                            |  |
| 2004年 | Starsky and Hutch                                       | アイスクリーム売り       |                            |  |
| 2004年 | Bad Meat                                                | 作業員                   |                            |  |
| 2004年 | 『ラリーのミッドライフ★クライシス』Curb Your Enthusiasm | Donald                   | テレビ                     |  |
| 2005年 | Duane Hopwood                                           | Anthony                  |                            |  |
| 2005年 | Southern Belles                                         | Duane                    |                            |  |
| 2005年 | Pizza                                                   | Jimmy                    |                            |  |
| 2005年 | The Unseen                                              | Earl                     |                            |  |
| 2005年 | Sunday Pants                                            |                          | テレビ：声のみ             |  |
| 2005年 | 『フィースト2/怪物復活』Feast II: Sloppy Seconds        | ビールの男               |                            |  |
| 2006年 | 『ダーウィン・アワード』The Darwin Awards               | Simon                    |                            |  |
| 2006年 | 『最'愛'絶叫計画』Date Movie                            | Nicky                    |                            |  |
| 2006年 | Live Free or Die                                        | Hesh                     |                            |  |
| 2006年 | The Cassidy Kids                                        | Max Cassidy(Adult)       |                            |  |
| 2006年 | Full Grown Men                                          | Elias Guber              |                            |  |
| 2006年 | 『30 Rock / サーティー・ロック』30 Rock                 | Frank Rossitano          | テレビ：2006年以降継続     |  |
| 2006年 | Wonder Showzen                                          | Crickey                  | テレビ：第203回、第207回   |  |
| 2007年 | 『チャプター27』Chapter 27                              | Paul                     |                            |  |
| 2007年 | The Proctor                                             | Harry                    |                            |  |
| 2007年 | Flight of the Conchords                                 | Pawn Shop Patron         | テレビ                     |  |
| 2008年 | 『デイブは宇宙船』Meet Dave                             | エンジニア               |                            |  |
| 2008年 | 『レスラー (映画)』The Wrestler                         | Scott Brumberg           |                            |  |
| 2009年 | I Hate Valentine's Day                                  | Dan O'Finn               |                            |  |
| 2009年 | Cabin Fever 2: Spring Fever                             | Toby                     |                            |  |
| 2010年 | Beware the Gonzo                                        | カフェテリアの男         | ポストプロダクション       |  |
| 2017年 | アンブレイカブル・キミー・シュミット                    |                          |                            |  |
| 2019年 | エマの秘密に恋したら Can You Keep a Secret?             | ミック                   |                            |  |